# Atletiek op de Paralympische Zomerspelen 2024 - 200 m mannen T37
De 200 meter voor mannen klasse T37 op de Paralympische Zomerspelen 2024 vond plaats op 6 september (series) en 7 september (finale) in het Stade de France. Deze klasse is voor atleten met cerebrale parese Deze atleten hebben bewegings- en coördinatieproblemen aan één lichaamshelft. Ze kunnen goed bewegen aan hun dominante kant van hun lichaam. De winnaar van 2020 was Nick Mayhugh uit de Verenigde Staten. Hij werd in 2024 opgevolgd door Andrey Vdovin. De Braziliaan Ricardo Gomes de Mendonça] behaalde het zilver en de bronzen medaille was voor zijn landgenoot Christian Gabriel Costa.

## Records
Voorafgaand aan het toernooi waren dit de wereldrecords en Paralympische records.
| Wereldrecord        | Verenigde Staten Nick Mayhugh | 21.91 | Tokio | 4 september 2021 |
| Paralympisch record | Verenigde Staten Nick Mayhugh | 21.91 | Tokio | 4 september 2021 |

## Series
De eerste drie van beide series kwalificeerden zich direct voor de finale. Van de overgebleven atleten kwalificeerden bovendien de twee snelsten zich voor de finale.

### Serie 1
| Rang | Baan | Naam                      | Naam | Tijd         | Bijz. |
| ---- | ---- | ------------------------- | ---- | ------------ | ----- |
| 1    | 7    | Saptoyogo Purnomo         | INA  | 23.41        | Q, SB |
| 2    | 9    | Ali Aklnakhli             | KSA  | 23.43        | Q, SB |
| 3    | 4    | Michal Kotkowski          | POL  | 23.51 (.502) | Q     |
| 4    | 5    | Ricardo Gomes de Mendonça | BRA  | 23.51 (.509) | q     |
| 5    | 6    | Anton Feoktistov          | NPA  | 23.91        |       |
| 6    | 3    | Yaroslav Okapinskyi       | UKR  | 24.20        |       |
| 7    | 8    | Petrus Karuli             | NAM  | 25.24        | SB    |

### Serie 2
| Rang | Baan | Naam                    | Naam | Tijd  | Bijz. |
| ---- | ---- | ----------------------- | ---- | ----- | ----- |
| 1    | 8    | Christian Gabriel Costa | BRA  | 23.05 | Q, SB |
| 2    | 3    | Bartolomeu Chaves       | BRA  | 23.53 | Q, PB |
| 3    | 5    | Andrey Vdovin           | NPA  | 23.54 | Q     |
| 4    | 7    | Mykola Raiskyi          | UKR  | 23.69 | q, PB |
| 5    | 6    | Sofiane Hamdi           | ALG  | 23.80 | SB    |
| —    | 4    | Andrés Malambo          | COL  | DNS   |       |

## Finale
| Rang   | Baan | Naam                      | Naam | Tijd  | Bijz. |
| ------ | ---- | ------------------------- | ---- | ----- | ----- |
| Goud   | 9    | Andrey Vdovin             | NPA  | 22.69 | SB    |
| Zilver | 3    | Ricardo Gomes de Mendonça | BRA  | 22.71 | SB    |
| Brons  | 7    | Christian Gabriel Costa   | BRA  | 22.74 | PB    |
| 4      | 5    | Bartolomeu Chaves         | BRA  | 23.22 | PB    |
| 5      | 6    | Saptoyogo Purnomo         | INA  | 23.26 | PB    |
| 6      | 4    | Michal Kotkowski          | POL  | 23.41 |       |
| 7      | 8    | Ali Aklnakhli             | KSA  | 23.44 |       |
| 8      | 2    | Mykola Raiskyi            | UKR  | 23.91 |       |